# Herman Hallberg
Herman Hallberg (ur. 22 maja 1997 w Kalmarze) – szwedzki piłkarz grający na pozycji defensywnego pomocnika w klubie Trelleborgs FF.

## Kariera juniorska
Hallberg grał jako junior w Möre BK i w Kalmar FF (2009–2016).

## Kariera seniorska

### Kalmar FF
Hallberg trafił do drużyny seniorskiej Kalmar FF 4 kwietnia 2016. Zadebiutował on dla tego klubu 6 kwietnia 2016 w meczu z IFK Norrköping (przeg. 4:1). Pierwszą bramkę zawodnik ten zdobył 21 września 2016 w wygranym 3:0 spotkaniu przeciwko Falkenbergs FF. Łącznie dla Kalmar FF Szwed rozegrał 77 meczów, strzelając 4 gole.

### Trelleborgs FF
Hallberg przeniósł się do Trelleborgs FF 11 lutego 2020 podpisując 3-letni kontrakt. Debiut dla tego zespołu zaliczył on 16 czerwca 2020 w wygranym 0:1 spotkaniu przeciwko Halmstads BK. Pierwszego gola piłkarz ten strzelił 4 września 2020 w meczu z GAIS (przeg. 2:1).

## Kariera reprezentacyjna
| Mecze i gole w reprezentacji | Mecze i gole w reprezentacji | Mecze i gole w reprezentacji | Mecze i gole w reprezentacji | Mecze i gole w reprezentacji | Mecze i gole w reprezentacji | Mecze i gole w reprezentacji | Mecze i gole w reprezentacji              |
| Szwecja U-19                 | Szwecja U-19                 | Szwecja U-19                 | Szwecja U-19                 | Szwecja U-19                 | Szwecja U-19                 | Szwecja U-19                 | Szwecja U-19                              |
| Lp.                          | Data                         | Miejsce                      | Gospodarz                    | Gość                         | Wynik                        | Gol                          | Rozgrywki                                 |
| ---------------------------- | ---------------------------- | ---------------------------- | ---------------------------- | ---------------------------- | ---------------------------- | ---------------------------- | ----------------------------------------- |
| 1.                           | 08.10.2016                   | Eerikkilä                    | Finlandia U-19               | Szwecja U-19                 | 2:1                          | Gol · Gol                    | Mecz towarzyski                           |
| 2.                           | 10.10.2016                   | Eerikkilä                    | Szwecja U-19                 | Dania U-19                   | 0:1                          |                              | Mecz towarzyski                           |
| Szwecja U-21                 |                              |                              |                              |                              |                              |                              |                                           |
| Lp.                          | Data                         | Miejsce                      | Gospodarz                    | Gość                         | Wynik                        | Gol                          | Rozgrywki                                 |
| 1.                           | 10.11.2017                   | Budapeszt                    | Węgry U-21                   | Szwecja U-21                 | 2:2                          |                              | Mistrzostwa Europy U-21 2019 – eliminacje |